# Push and Shove
Push and Shove är ett musikalbum av det amerikanska skapunk-bandet No Doubt. Albumet släpptes 21 september 2012. Låtarna Settle Down och Looking Hot från albumet gavs också ut som singlar.

## Låtlista
1. Settle Down
2. Looking Hot
3. One More Summer
4. Push and Shove
5. Easy
6. Gravity
7. Undercover
8. Undone
9. Sparkle
10. Heaven
11. Dreaming the Same Dream